# Französische Rugby-Union-Meisterschaft 1936/37
Die Saison 1936/37 war die 41. Austragung der französischen Rugby-Union-Meisterschaft (französisch Championnat de France de rugby à XV). Sie umfasste 40 Mannschaften in der ersten Division (heutige Top 14).
Die Meisterschaft begann mit der Gruppenphase, bei der in acht Gruppen je fünf Mannschaften aufeinander trafen. Dabei zog der Erstplatzierte direkt in die Finalphase ein, während die Zweit- und Drittplatzierten eine Barrage um die weiteren Plätze in der Finalphase bestritten. Es folgten Achtel-, Viertel- und Halbfinale. Währenddessen bestritten die Letztplatzierten der Gruppenphase ein Play-out um sechs Abstiegsplätze. Im Endspiel, das am 2. Mai 1937 im Stade des Ponts-Jumeaux in Toulouse stattfand, trafen die zwei Halbfinalsieger aufeinander und spielten um den Bouclier de Brennus. Dabei setzte sich der CS Vienne gegen die AS Montferrand durch und errang den einzigen Meistertitel der Vereinsgeschichte.

## Gruppenphase
|    | Team            | Siege | Unent. | Ndlg. | Spiel- punkte | Diff. | Tabellen- punkte |
| -- | --------------- | ----- | ------ | ----- | ------------- | ----- | ---------------- |
| 1. | RC Narbonne     | 4     | 0      | 0     | 32:7          | + 25  | 12               |
| 2. | FC Oloron       | 2     | 0      | 2     | 23:18         | + 5   | 8                |
| 3. | US Tyrosse      | 2     | 0      | 2     | 17:16         | + 1   | 8                |
| 4. | Stade Bordelais | 1     | 0      | 3     | 24:28         | − 4   | 6                |
| 5. | Stade Pézenas   | 1     | 0      | 3     | 11:38         | − 27  | 6                |

|    | Team                  | Siege | Unent. | Ndlg. | Spiel- punkte | Diff. | Tabellen- punkte |
| -- | --------------------- | ----- | ------ | ----- | ------------- | ----- | ---------------- |
| 1. | AS Montferrand        | 4     | 0      | 0     | 78:20         | + 58  | 12               |
| 2. | Racing Club de France | 2     | 0      | 2     | 28:37         | − 9   | 8                |
| 3. | AS Tarbes             | 2     | 0      | 2     | 30:47         | − 17  | 6                |
| 4. | AS Bort-les-Orgues    | 1     | 0      | 3     | 21:31         | − 10  | 6                |
| 5. | AS Soustons           | 1     | 0      | 3     | 11:33         | − 22  | 6                |

|    | Team          | Siege | Unent. | Ndlg. | Spiel- punkte | Diff. | Tabellen- punkte |
| -- | ------------- | ----- | ------ | ----- | ------------- | ----- | ---------------- |
| 1. | USA Perpignan | 3     | 1      | 0     | 47:0          | + 47  | 11               |
| 2. | FC Grenoble   | 2     | 2      | 0     | 22:0          | + 22  | 10               |
| 3. | FC Auch       | 2     | 0      | 2     | 9:38          | − 29  | 8                |
| 4. | AS Béziers    | 1     | 0      | 3     | 4:30          | − 26  | 6                |
| 5. | FC Lyon       | 0     | 1      | 3     | 3:17          | − 14  | 5                |

|    | Team             | Siege | Unent. | Ndlg. | Spiel- punkte | Diff. | Tabellen- punkte |
| -- | ---------------- | ----- | ------ | ----- | ------------- | ----- | ---------------- |
| 1. | Aviron Bayonnais | 3     | 1      | 0     | 85:22         | + 63  | 11               |
| 2. | FC Lézignan      | 2     | 2      | 0     | 20:6          | + 14  | 10               |
| 3. | CS Vienne        | 2     | 1      | 1     | 34:19         | + 15  | 9                |
| 4. | UA Gujan Mestras | 1     | 0      | 3     | 34:58         | − 24  | 6                |
| 5. | UA Libourne      | 0     | 0      | 4     | 8:76          | − 68  | 4                |

|    | Team            | Siege | Unent. | Ndlg. | Spiel- punkte | Diff. | Tabellen- punkte |
| -- | --------------- | ----- | ------ | ----- | ------------- | ----- | ---------------- |
| 1. | Section Paloise | 3     | 0      | 1     | 36:15         | + 21  | 10               |
| 2. | Lyon OU         | 2     | 1      | 1     | 30:14         | + 16  | 9                |
| 3. | RC Chalon       | 2     | 1      | 1     | 8:17          | − 9   | 9                |
| 4. | AS Bayonne      | 2     | 0      | 2     | 27:27         | ± 0   | 8                |
| 5. | Stade Français  | 0     | 0      | 4     | 6:34          | − 28  | 4                |

|    | Team               | Siege | Unent. | Ndlg. | Spiel- punkte | Diff. | Tabellen- punkte |
| -- | ------------------ | ----- | ------ | ----- | ------------- | ----- | ---------------- |
| 1. | US Carcassonne     | 4     | 0      | 0     | 44:9          | + 35  | 12               |
| 2. | Stadoceste Tarbais | 2     | 1      | 1     | 25:9          | + 16  | 9                |
| 3. | CA Périgueux       | 2     | 0      | 2     | 9:19          | − 10  | 8                |
| 4. | Boucau Stade       | 1     | 0      | 3     | 13:29         | − 16  | 6                |
| 5. | Stade Poitevin     | 0     | 1      | 3     | 8:33          | − 25  | 5                |

|    | Team             | Siege | Unent. | Ndlg. | Spiel- punkte | Diff. | Tabellen- punkte |
| -- | ---------------- | ----- | ------ | ----- | ------------- | ----- | ---------------- |
| 1. | RC Toulon        | 3     | 1      | 0     | 31:11         | + 20  | 11               |
| 2. | Stade Toulousain | 2     | 1      | 1     | 26:16         | + 10  | 9                |
| 3. | US Thuir         | 1     | 2      | 1     | 27:19         | + 8   | 8                |
| 4. | SU Agen          | 1     | 2      | 1     | 6:15          | − 9   | 8                |
| 5. | CASG Paris       | 0     | 0      | 4     | 6:35          | − 29  | 4                |

|    | Team                | Siege | Unent. | Ndlg. | Spiel- punkte | Diff. | Tabellen- punkte |
| -- | ------------------- | ----- | ------ | ----- | ------------- | ----- | ---------------- |
| 1. | CA Bègles           | 2     | 1      | 1     | 7:13          | − 6   | 9                |
| 2. | CA Brive            | 2     | 0      | 2     | 16:6          | + 10  | 8                |
| 3. | Biarritz Olympique  | 1     | 2      | 1     | 19:15         | + 4   | 8                |
| 4. | CS Lons-le-Saulnier | 2     | 0      | 2     | 12:16         | − 4   | 8                |
| 5. | Stade Nantais       | 1     | 1      | 2     | 12:16         | − 4   | 7                |

## Play-out um den Abstieg
Detailergebnisse nicht bekannt.

## Barrage
| Datum            | Begegnung                       | Ergebnis |
| ---------------- | ------------------------------- | -------- |
| 21. Februar 1937 | CS Vienne − Stade Pézenas       | 03:0     |
| 21. Februar 1937 | Stade Toulousain − CA Brive     | 03:0     |
| 21. Februar 1937 | Lyon OU − Racing Club de France | 11:3     |
| 21. Februar 1937 | FC Lézignan − FC Auch           | 09:0     |
| 21. Februar 1937 | US Thuir − Biarritz Olympique   | 00:0     |
| 21. Februar 1937 | RC Chalon − AS Tarbes           | 08:5     |
| 21. Februar 1937 | Stadoceste Tarbais − US Tyrosse | 08:3     |
| 21. Februar 1937 | FC Grenoble − CA Périgueux      | 12:0     |

Wiederholungsspiel
| Datum            | Begegnung                     | Ergebnis |
| ---------------- | ----------------------------- | -------- |
| 28. Februar 1937 | US Thuir − Biarritz Olympique | 06:3     |

## Finalphase

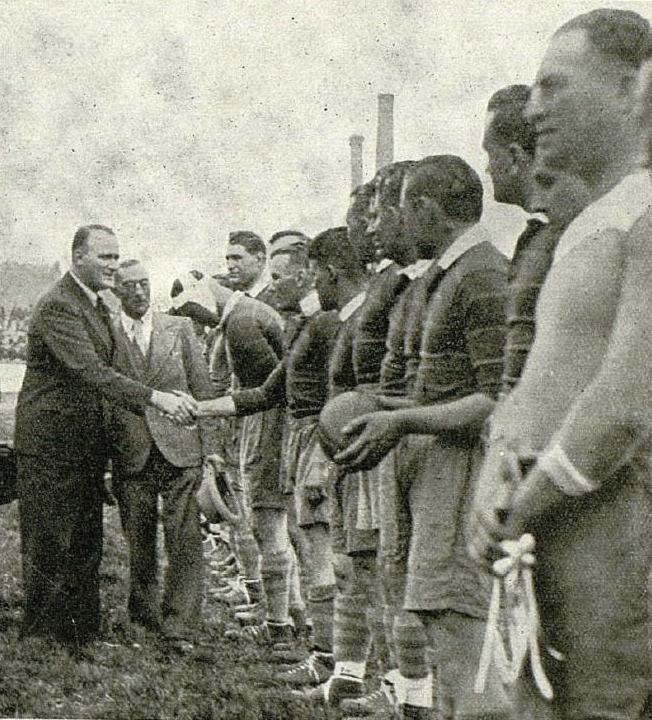
Léo Lagrange beim Meisterschaftsfinale

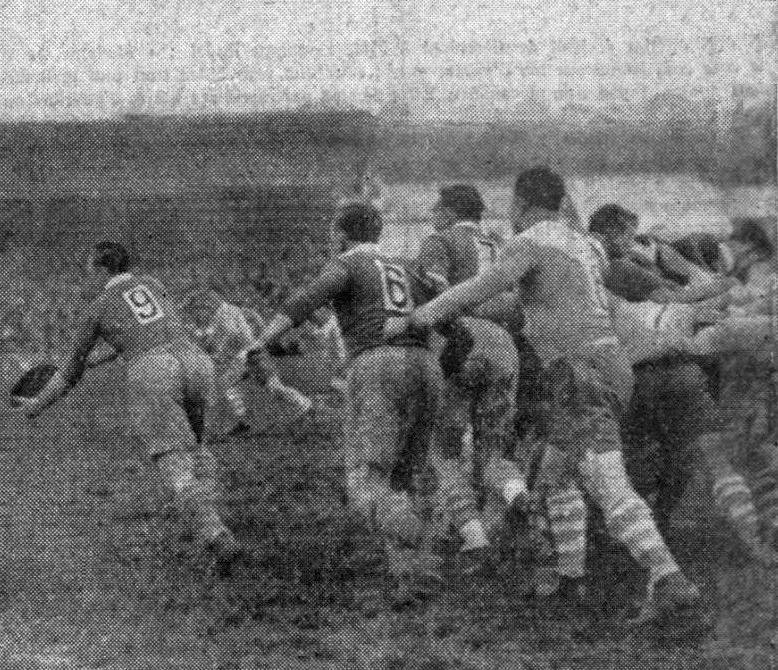
Spielszene im Meisterschaftsfinale

### Achtelfinale
| Datum        | Begegnung                          | Ergebnis |
| ------------ | ---------------------------------- | -------- |
| 7. März 1937 | CS Vienne – Aviron Bayonnais       | 14:0     |
| 7. März 1937 | RC Narbonne – Stade Toulousain     | 09:5     |
| 7. März 1937 | Lyon OU – RC Toulon                | 14:3     |
| 7. März 1937 | Section Paloise – FC Lézignan      | 06:4     |
| 7. März 1937 | AS Montferrand – US Thuir          | 11:5     |
| 7. März 1937 | US Carcassonne – RC Chalon         | 03:0     |
| 7. März 1937 | USA Perpignan – Stadoceste Tarbais | 08:3     |
| 7. März 1937 | FC Grenoble – CA Bègles            | 12:7     |

### Viertelfinale
| Datum         | Begegnung                       | Ergebnis |
| ------------- | ------------------------------- | -------- |
| 21. März 1937 | CS Vienne – RC Narbonne         | 7:3      |
| 21. März 1937 | Lyon OU – Section Paloise       | 5:0      |
| 21. März 1937 | AS Montferrand – US Carcassonne | 6:5      |
| 21. März 1937 | USA Perpignan – FC Grenoble     | 3:0      |

### Halbfinale
| Datum         | Begegnung                      | Ergebnis |
| ------------- | ------------------------------ | -------- |
| 4. April 1937 | CS Vienne – Lyon OU            | 12:4     |
| 4. April 1937 | AS Montferrand – USA Perpignan | 03:0     |

### Finale
| 2. Mai 1937 | CS Vienne                                                       | 13 : 7  | AS Montferrand                                   | Stade des Ponts-Jumeaux, Toulouse Zuschauer: 17.000 Schiedsrichter: Lucien Barbe |
| 2. Mai 1937 | Versuche: Deygas (1) Pallin (1) Sella (1) Erhöhungen: Rival (1) | Bericht | Straftritte: Thiers (1) Dropgoals: Chassagne (1) | Stade des Ponts-Jumeaux, Toulouse Zuschauer: 17.000 Schiedsrichter: Lucien Barbe |

Aufstellungen
CS Vienne: Emmanuel Barry, Gabriel Comte, Germain Daurès, Jean Delhom, Marcel Deygas, Antoine Laurent, Louis Pallin, Georges Pepy, André Puyo, Roland Renz, Jacques Rival, Louis Samuel, Benvenuto Sella, Elie Théau, René Vanthier
AS Montferrand: Marius Bellot, Jean Chassagne, Lucien Cognet, Elie Corporon, Louis Courtadon, Étienne Dupouy, Jean-Baptiste Julien, René Lombarteix, Michel Monnet, Joseph Pagès, Roger Paul, Lucien Plumasson, Aimé Rochon, Maurice Savy, Pierre Thiers